# BadVista
BadVistaとは、Microsoft Windows Vistaへの移行に反対し、自由ソフトウェアへの置き換えを促進するため、フリーソフトウェア財団(Free Software Foundation; FSF)により展開されたキャンペーン(運動)である。デジタル著作権管理(Digital rights management; DRM)に反対するDefective by Designの支援のため、彼らの思惑の内、自由ソフトウェアに関する部分をメディアに披露することが目的であるとしている。本キャンペーンは、2006年12月から2009年1月まで続けられた。

## 歴史

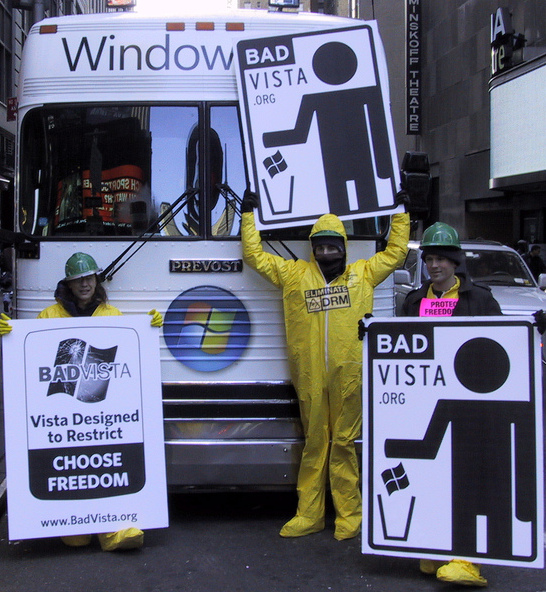
ボストンでのBadVistaの活動

当キャンペーンは2006年12月15日に立ち上げられた。その目的は、Microsoft Windows Vistaとそれが埋め込むDRMにより、コンピュータを利用するユーザーは危険にさらされるという事実を暴露すること、と同時にそれらと取って代わり、ユーザーにやさしい自由ソフトウェアへの入り口を提供することである。
BadVistaの活動家は、Defective by Designのメンバーとともに、Vistaが販売される2007年1月30日に合わせ、ニューヨーク・タイムズスクエアに集結した。化学防護服を着用した活動家は、Vistaがコンピュータユーザーに及ぼす不便さを示す看板を掲げ、抗議の声を上げた。MicrosoftがWindows 7のベータ版をリリースした後の2009年1月8日、当キャンペーンは勝利宣言を行い、活動の幕を下ろした。これは、コンピュータユーザーのVistaへの移行の停滞や、比較的DRMが少ないWindows XPにユーザーがしがみ付いた点、またFSFによると制限の少ないMac OS Xや完全に自由であるGNU/LinuxやFreeBSDオペレーティングシステムにユーザーが移行したことを考慮した上で運動の目的は達したと宣言したからである。

### Windows 7 Sins
Windows 7の登場に伴い、次にこれをターゲットとした新たなキャンペーンが立ち上げられた。名前はWindows 7 Sinsである。このサイトには、古くからある、自由ソフトウェアのゲーム、XBillの画像が使用されている。